# Armed Forces Service Medal
La Armed Forces Service Medal (AFSM) est une distinction militaire des États-Unis créée le 11 janvier 1996 par le président Bill Clinton en vertu du décret (Executive Order) 12985. L'AFSM est une médaille de service déployée qui est décernée aux membres du service qui s'engagent dans une « activité significative » pour laquelle aucune autre médaille de campagne ou de service américaine n'est autorisée.

## Apparence
La Armed Forces Service Medal est une médaille ronde en bronze de 1+1⁄4 in (32 mm) de diamètre. L'avers de la médaille porte une demi-torche, comme celle que tient la statue de la Liberté, avec des rayons rayonnant de l'arrière de la torche. L'inscription « ARMED FORCES SERVICE MEDAL » est encerclée dans la partie supérieure. Le revers porte l'aigle qui figure sur le sceau du département de la Défense des États-Unis (United States Department of Defense). Au-dessous se trouve une couronne de laurier avec l'inscription « IN PURSUIT OF DEMOCRACY » au sommet.
La suspension et le ruban de la médaille mesurent 1+3⁄8 in (35 mm) de large et se composent des bandes suivantes, du bord extérieur vers le centre : 1⁄16 pouce (1,6 mm) en goldenlight, 1⁄8 pouce (3,2 mm) en jungle green, 1⁄8 pouce (3,2 mm) en green, 1⁄8 pouce (3,2 mm) en mosstone green, et 1⁄8 pouce (3,2 mm) en goldenlight. La bande centrale est large de 1⁄4 pouce (6,4 mm) en bleu merle.

## Critères
L'Armed Forces Service Medal est le pendant non combattant de l'Armed Forces Expeditionary Medal, qui est normalement décernée pour des opérations de combat et d'autres missions de soutien au combat.
L'AFSM peut être décernée aux militaires qui, à partir du 1er juin 1992:
- Participent ou ont participé, en tant que membres d'unités militaires américaines, à une opération militaire américaine désignée et considérée comme une activité significative.
- Ne pas rencontrer d'opposition armée étrangère ou d'action hostile imminente.

Le terme « activité significative » est déterminé par les commandants de théâtre et est normalement considéré comme une participation à une opération militaire américaine dont la portée, l'impact et l'importance internationale sont tels que l'opération justifie la remise d'une médaille de service permanent.
Les militaires doivent avoir été affectés, attachés ou détachés en permanence à une unité qui a été déployée pour participer à une opération américaine désignée dans la zone d'éligibilité pendant 30 jours consécutifs (ou pendant la totalité de la période lorsqu'une opération dure moins de 30 jours) ou pendant 60 jours non consécutifs.
Les membres du personnel navigant doivent avoir participé en tant que membre d'équipage régulièrement affecté à un aéronef volant à destination, en provenance, à l'intérieur ou au-dessus de la zone d'éligibilité en soutien direct de l'opération militaire désignée pendant 30 jours consécutifs ou 60 jours non consécutifs. Un jour de service est crédité pour la première sortie effectuée un jour donné. Les sorties supplémentaires effectuées le même jour ne sont pas prises en compte.
L'AFSM peut être autorisée pour des opérations militaires américaines pour lesquelles aucune autre médaille de campagne ou de service américaine n'est appropriée :
- les opérations de maintien de la paix
- les opérations humanitaires prolongées
- les opérations militaires américaines en soutien direct de l'Organisation des Nations unies (ONU) ou de l'Organisation du traité de l'Atlantique nord (OTAN), et les opérations d'assistance aux nations étrangères amies. La récompense n'est appropriée que si l'opération de l'OTAN, de l'ONU ou de l'étranger implique une opération de soutien militaire américaine concomitante[5].

La participation aux exercices nationaux ou internationaux n'est pas autorisée. Pour les opérations auxquelles participe le personnel d'un seul département militaire, les MSFA ne sont décernées que s'il n'existe pas d'autre récompense appropriée pour le département.

### Décorations et insignes supplémentaires
Une seule médaille de service des forces armées est autorisée pour chaque opération militaire désignée. Une seule MSFA est décernée pour des déploiements multiples dans le cadre d'une même opération militaire. Les récompenses ultérieures sont signalées par le port d'une service star (étoile de service) de bronze sur le ruban de suspension et de service de la MSFA. Une étoile de service en argent est portée au lieu de cinq étoiles de service en bronze.

## Opérations approuvées
À titre d'exception à la politique du ministère de la Défense, la Armed Forces Expeditionary Medal  et la Armed Forces Service Medal may peuvent être décernées simultanément pour les opérations Joint Guard et Joint Endeavor,.

## Source
- (en) Cet article est partiellement ou en totalité issu de l’article de Wikipédia en anglais intitulé « Armed Forces Service Medal » (voir la liste des auteurs).